# Bouchardatia neurococca
Bouchardatia neurococca är en vinruteväxtart som först beskrevs av Ferdinand von Mueller, och fick sitt nu gällande namn av Louis Antoine François Baillon. Bouchardatia neurococca ingår i släktet Bouchardatia och familjen vinruteväxter. Inga underarter finns listade i Catalogue of Life.